# Pierre-Antoine Berryer
Pour les articles homonymes, voir Berryer.
Pierre-Antoine Berryer, dit « Berryer fils », né le 4 janvier 1790 à Paris et mort le 29 novembre 1868 à Augerville-la-Rivière, est un avocat et homme politique français. Il est enterré à Augerville-la-Rivière.

## Biographie
Originaire de la famille Berryer,, Pierre-Antoine est le fils de l'avocat Pierre-Nicolas Berryer (1757-1841) et frère du général Hippolite-Nicolas Berryer, Pierre-Antoine Berryer fut un élève assez médiocre chez les oratoriens du collège de Juilly. Il se destinait à l'état ecclésiastique, mais son père, qui avait reconnu en lui les qualités d'un orateur, contraria sa vocation et lui fit faire son droit. Il eut pour répétiteur Guillaume de Bonnemant (1747-1820), avocat à Arles et ex-membre de l'Assemblée constituante, et étudia la procédure avec un avoué nommé Normand. Encore étudiant, il épousa, le 10 décembre 1811, Caroline Gauthier, fille de l'administrateur des vivres militaires de la division de Paris. Vers la même époque, il publia une brochure de vers dans laquelle il célébrait avec enthousiasme l'entrée à Paris de Napoléon Ier et de Marie-Louise, et débuta au barreau peu de temps après.

### Une brillante carrière d'avocat
Contrairement aux attentes de son père, ses débuts furent sans éclat. Dès 1812, il se mit à afficher des opinions royalistes ; les désastres militaires de la fin du règne de Napoléon achevèrent de l'attacher définitivement aux opinions légitimistes qu'il défendit durant toute sa vie. Il s'engagea en 1815 dans les volontaires royaux et fit, dit-on, le voyage de Gand pendant les Cent-Jours.

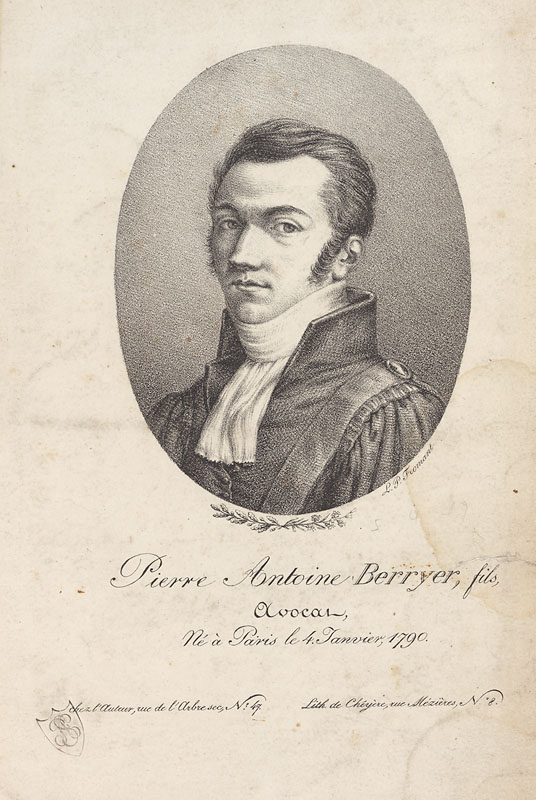

Sous la Seconde Restauration, il établit sa réputation en défendant des personnalités de l'Empire. Il fut adjoint à son père et à Dupin aîné pour défendre le maréchal Ney devant la cour des pairs, condamné et exécuté le 7 décembre 1815. L'année suivante, il plaida en faveur des généraux Debelle et Cambronne, qu'il fit échapper à la peine capitale.
Il plaida dans de nombreuses affaires de presse, défendant les journaux Le Drapeau blanc, le Journal des Débats, et La Quotidienne. Il défendit les généraux Canuel et Donnadieu, accusés de violences excessives lors de la répression des insurrections respectivement de Lyon (1817) et de Grenoble (4 mai 1816). Lors du procès du général Donnadieu, il se sépara complètement du ministère et publia contre Decazes un mémoire très violent dans lequel il accusait le gouvernement d'avoir fomenté l'insurrection. Il représenta encore les intérêts de Chedel, illégalement emprisonné par le préfet de police Jules Anglès, de Nérac, de Séguin contre Ouvrard. Il défendit également devant la cour d'assises de Paris le Dr Edme-Samuel Castaing, accusé du meurtre d'Hippolyte et Auguste Ballet (1823).
En 1826, il représenta Lamennais, poursuivi pour l'ultramontanisme de son essai intitulé De la religion considérée dans ses rapports avec l'ordre politique et social. L'année suivante, il publia une brochure contre l'ordonnance soumettant les petits séminaires à l'inspection de l'Université.
Sous la monarchie de Juillet, il défendit Chateaubriand (1833), emprisonné pour avoir milité en faveur de la libération de la duchesse de Berry, et fit partie du conseil de défense du prince Louis Napoléon Bonaparte jugé devant la Chambre des pairs (26 septembre-6 octobre 1840) après l'expédition de Boulogne-sur-Mer. Il plaida pour la Gazette de France, La Quotidienne, Le Rénovateur, etc. Mais sa carrière politique lui fit négliger le barreau au point qu'il dut mettre en vente, le 6 août 1836, sa propriété d'Augerville-la-Rivière, qui fut rachetée par souscription et lui fut rendue.
Réélu sous la Seconde République, il siège au sein de la commission sur l'assistance et la prévoyance publiques présidée par Thiers.

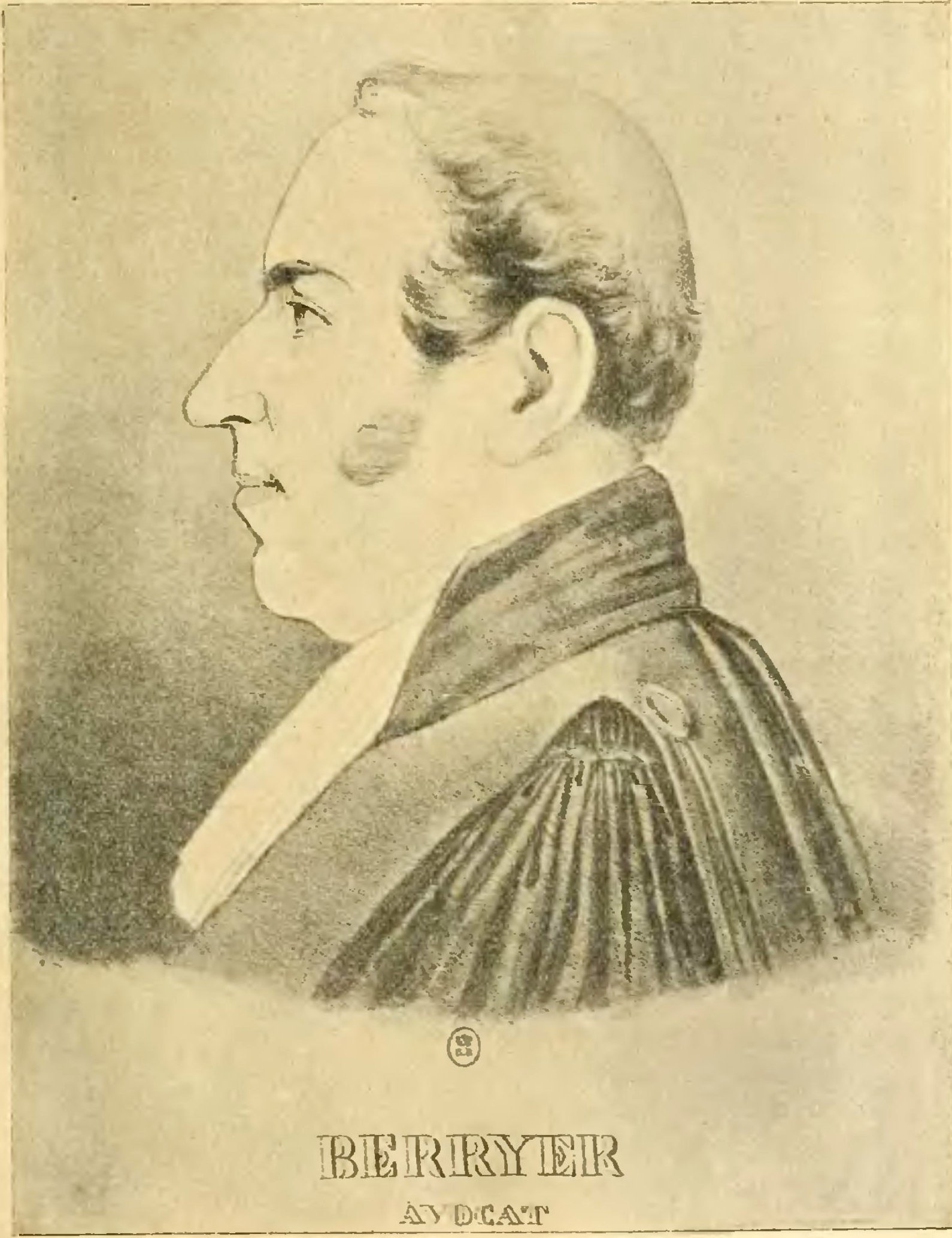
Berryer en robe d'avocat.

Sous le Second Empire, il quitta la vie politique et revint au barreau qui le nomma bâtonnier en 1854. Il plaida dans les affaires de Célestine Boudet, de Mme de Caumont La Force (1855) et de Jeufosse (1857) et défendit Montalembert (1858).

### Un défenseur de la branche aînée des Bourbon

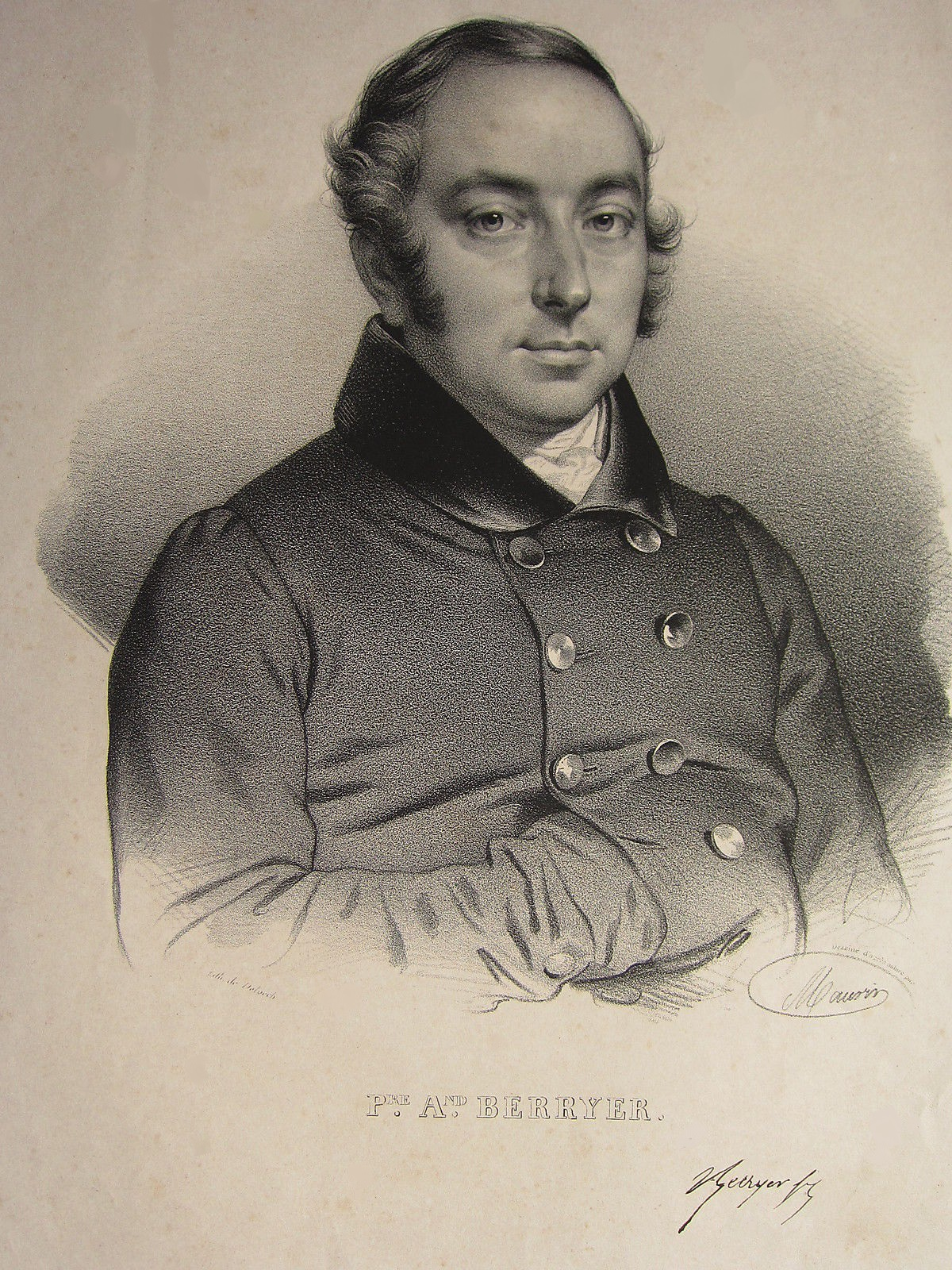
Pierre-Antoine Berryer,
lithographie de Nicolas-Eustache Maurin.

À partir de 1820, il fait partie de la commission des souscripteurs pour l'acquisition du Château et du Domaine de Chambord qui fut offert à Henri V, petit-fils de Charles X.
Vice-président du collège électoral du 2e arrondissement de la Seine depuis 1822, Berryer ne tarda pas à se lancer dans la politique. Après le décès de Georges Marcelin Chabron de Solilhac (1769-1829), député de la Haute-Loire, le parti légitimiste songea à lui pour le remplacer ; il avait tout juste l'âge requis (40 ans), mais il fallut lui venir en aide pour qu'il pût justifier du cens d'éligibilité : avec le concours de ses amis, il acheta la terre d'Augerville-la-Rivière (Loiret) et fut, le 26 janvier 1830, élu à une large majorité par le collège départemental de la Haute-Loire.
Il aborda la tribune de la Chambre des députés pour la première fois le 9 mars 1830, dans la discussion de l'adresse des 221 contre le ministère Polignac. Au milieu des applaudissements de la droite, des cris et des interruptions de la gauche, il défendit chaleureusement la couronne et attaqua très vivement l'amendement Lorgeril :
« Je ne m'étonne pas, conclut-il, que, dans leur pénible travail, les rédacteurs du projet aient dit qu'ils se sentaient condamnés à tenir au roi un pareil langage ; et moi aussi, plus occupé des soins de l'avenir que des ressentiments du passé, je sens que si j'adhérais à une telle adresse, mon vote pèserait à jamais sur ma conscience comme une désolante condamnation… »
« Voilà une puissance », aurait dit Royer-Collard à l'issue de cette séance en parlant de l'orateur. Berryer déclina l'offre qui lui fut faite d'un portefeuille ministériel dans le cabinet Polignac, fut réélu le 5 juillet par le 3e arrondissement électoral de la Haute-Loire.

### Un chef de file du légitimisme français
Après la Révolution de Juillet, Berryer devint l'un des principaux orateurs de l'opposition. Le 7 août 1830, il protesta à la Chambre des députés contre les événements et contesta que les députés eussent qualité pour délibérer sur la vacance du trône et élire un nouveau roi. Il prêta néanmoins le serment de fidélité exigé par la charte de 1830, mais entama une guerre acharnée contre la monarchie de Juillet. Elle s'ouvrit avec la discussion relative à la mise en accusation des anciens ministres de Charles X et se continua, dès lors, en toute occasion.
Profitant habilement, dans l'intérêt de sa cause, de l'origine révolutionnaire de la monarchie nouvelle, Berryer entreprit de la pousser aux conséquences extrêmes de la souveraineté populaire et réclama, comme député de l'opposition, l'application du jury aux délits de presse, la nomination des maires par les communes, l'abolition du cens. Il soutint toutefois l'hérédité de la pairie.

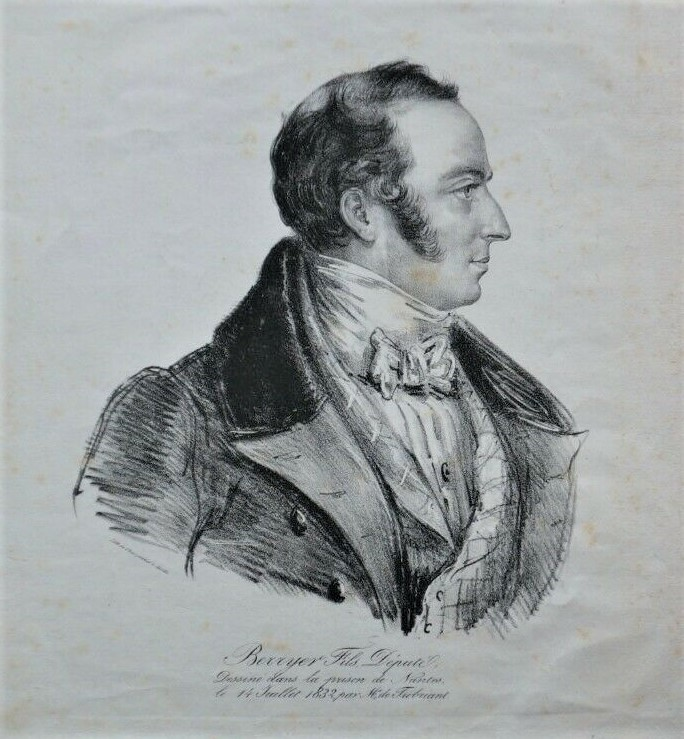
Portrait de Pierre-Antoine Berryer dessiné dans la prison de Nantes le 14 juillet 1832.

Lorsque la duchesse de Berry vint en France pour organiser une insurrection royaliste en Vendée (V. Insurrection royaliste dans l'Ouest de la France en 1832), les chefs du parti légitimiste envoyèrent Berryer auprès d'elle pour tenter de l'en dissuader. Il la rencontra dans une ferme isolée et eut avec elle un long entretien dans lequel il usa vainement de son éloquence. La duchesse persista dans ses projets qui se soldèrent par une déroute complète. Berryer lui-même fut arrêté, conduit à Nantes de brigade en brigade et mis au secret. Il allait être traduit devant une commission militaire quand la protestation de l'ordre des avocats, par la voix de son bâtonnier, François Mauguin, le fit renvoyer devant les assises de Loir-et-Cher qui l'acquittèrent après une délibération d'une minute. Des bravos accueillirent la lecture du verdict. Quand l'accusé était entré dans la salle d'audience, les avocats avaient ôté leurs toques et les jurés s'étaient inclinés devant lui.
Une fois libre, Berryer appuya les pétitions en faveur de l'élargissement de la duchesse de Berry et poursuivit sa lutte avec le pouvoir, pour le plus grand bonheur des deux oppositions, républicaine et légitimiste, dont les intérêts se rencontraient souvent et qui faisaient parfois cause commune. Il fut réélu le 21 juin 1834 dans trois collèges électoraux (Marseille, Toulouse, Yssingeaux). Il opta pour Marseille où il reçut un accueil enthousiaste et fut réélu en 1837 et 1839 à Marseille et à Hazebrouck, et à Marseille seulement les 2 mars 1834 et 1er août 1846.
Il voyagea en Allemagne et, en 1835, rendit visite à Charles X et au dauphin à Prague, et fut reçu par l'empereur d'Autriche. De retour en France en 1836, il apprit la mort de Charles X. Le 27 novembre 1843, il fit partie des chefs légitimistes qui allèrent à Belgrave Square à Londres, jurer leur fidélité au « comte de Chambord ». Le gouvernement l'attaqua vivement et voulut que la Chambre « flétrît » cette attitude. Dans le débat très vif qui s'ensuivit, Berryer, blâmé par la Chambre, finit par donner sa démission et fut réélu, au milieu de la législature, en 1844.
Berryer défendit systématiquement l'esclavage sous la monarchie de Juillet.
La Révolution de 1848, à laquelle Berryer n'avait pas peu contribué, ne lui causa ni peine, ni surprise. Une fois la monarchie de Juillet renversée les légitimistes restèrent dans l'opposition et combattirent leurs anciens alliés républicains. Tandis qu'une minorité de légitimistes, autour du marquis de La Rochejaquelein, voulaient en appeler au suffrage universel et attendre le retour du roi de la volonté du peuple, Berryer opina, avec la majorité de ses amis et avec le « comte de Chambord » lui-même, qu'il fallait agir au sein de l'Assemblée nationale constituante contre la République et pour la reconnaissance parlementaire du droit divin. Il chercha, dans cette visée, à réaliser l'union des royalistes. À partir de décembre 1850, il fit partie, aux côtés d'Alexis de Tocqueville, du cercle qui se réunissait chaque semaine place de la Concorde chez le marquis de Pastoret pour défendre les intérêts de la monarchie.
Il fut élu à la Constituante le 23 avril 1848 par le département des Bouches-du-Rhône. Il siégea à la droite de l'Assemblée et s'en sépara pour voter, le 9 août, contre le rétablissement du cautionnement pour les journaux et, le 26 août, contre les poursuites intentées à Louis Blanc ; il opina avec elle contre l'abolition de la peine de mort, contre l'amendement Grévy sur la présidence de la République, contre la suppression du remplacement militaire, pour la proposition Rateau, pour l'interdiction des clubs, pour l'expédition de Rome et contre l'amnistie des transportés. Le 4 novembre 1848, il vota contre l'ensemble de la Constitution.

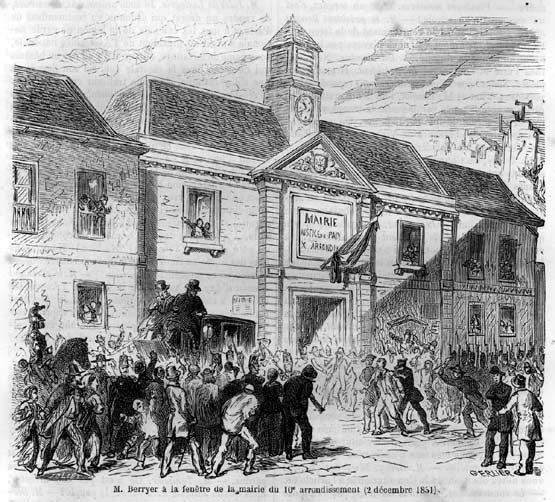
Berryer harangue la foule à la fenêtre de la mairie du 10e arrondissement de Paris lors du coup d'État du 2 décembre 1851.
Gravure tirée de l’Histoire populaire contemporaine, Paris, Ch. Lahure, 1864.

Il fut réélu par le département des Bouches-du-Rhône le 13 mai 1849 au sein de l'Assemblée législative et continua de faire campagne avec la droite pour l'idée monarchiste, mais sans favoriser les menées de Louis-Napoléon Bonaparte. Il fut président de la Commission de surveillance de la Caisse des dépôts et consignations de 1849 à 1851. Lors du coup d'État du 2 décembre 1851, il fut au nombre des représentants qui, réunis à la mairie du 10e arrondissement de Paris, votèrent la déchéance du Prince-Président. Arrêté, il fut conduit à la caserne du quai d'Orsay et, de là, au château de Vincennes.
Remis en liberté, il se retira ensuite de la vie politique et refusa de se présenter aux élections au Corps législatif : « En prenant cette résolution, écrivit-il à un ami le 5 février 1852, je n'obéis pas au ressentiment des événements du 2 décembre. Mais qu'irais-je faire dans le nouveau Corps législatif d'où la vie politique est entièrement retirée, où je ne retrouverais ni l'action publique ni l'indépendance que les révolutions de 1830 et de 1848 ne nous avaient pas ravies ? »
Il fut élu membre de l'Académie française en 1852 mais ne fut reçu qu'en 1855. À cette occasion, il écrivit à Jean-François Mocquard, chef de cabinet de l'Empereur et son « ancien confrère », pour être dispensé de la visite obligatoire au chef de l'État : « Je crois avoir acquis, il y a quinze ans, le droit de m'abstenir aujourd'hui d'une formalité dont l'accomplissement ne serait pas pénible pour moi seul. » Mocquard répondit que l'Empereur regrettait « que dans M. Berryer, les inspirations de l'homme politique l'aient emporté sur les devoirs de l'académicien […] M. Berryer est parfaitement libre d'obéir à ce que lui prescrit l'usage ou à ce que ses répugnances lui conseillent. »

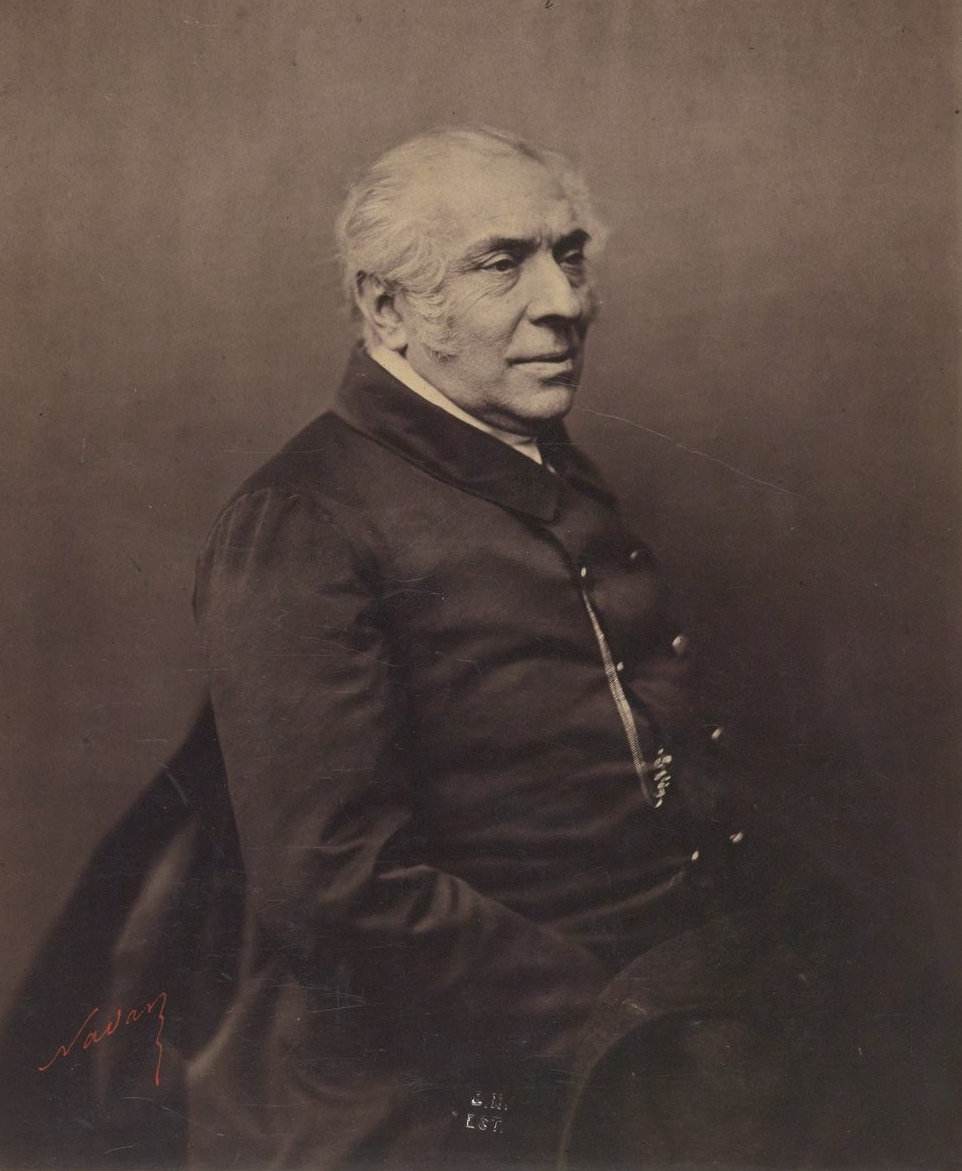
Pierre-Antoine Berryer photographié par Nadar.

Depuis 1851, Berryer n'avait touché à la politique que par sa participation aux tentatives de fusion entre les deux branches de la maison de Bourbon. Le 1er juin 1863, il accepta, à la faveur de l'évolution libérale du Second Empire, rendant un peu de pouvoir au Corps législatif, d'être porté comme candidat d'opposition aux élections législatives dans la 1re circonscription des Bouches-du-Rhône (Marseille), et il fut élu. Il prit souvent la parole à la Chambre et sut s'y faire écouter. Le 27 novembre 1863, il parla contre la mauvaise gestion des finances publiques et s'éleva contre l'accroissement du déficit du budget. En 1865, il fut invité outre-Manche par ses collègues anglais, notamment lord Brougham et, lors d'un banquet donné en son honneur à Londres, il célébra les bienfaits de la monarchie. Le 6 mai 1865, il soutint la demande de désarmement présentée par l'opposition, ajoutant que la France payait cher sa gloire et qu'il était temps de lui rendre sa liberté. En juin de la même année, il parla contre la loi sur les chèques, « contraire aux habitudes commerciales françaises ». Le 23 juillet 1867, il jugea peu loyale l'attitude du gouvernement dans l'affaire des emprunts mexicains.
En 1868, il soutint son jeune collègue du barreau Jules Ferry, qui avait dénoncé dans une série d'articles virulents parus dans le journal Le Temps, la destruction du vieux Paris par le préfet de la Seine, le baron Haussmann. La même année, il adhéra à la souscription Baudin et mourut le 29 novembre 1868 dans sa terre d'Augerville où il s'était retiré, se sentant malade. Quelques jours auparavant (18 novembre), une lettre qu'il adressait au « comte de Chambord » témoigna de son inaltérable fidélité à la cause légitimiste :
Ô Monseigneur,
Ô mon Roi, on me dit que je touche à ma dernière heure.
Je meurs avec la douleur de n'avoir pas vu le triomphe de vos droits héréditaires, consacrant le développement des libertés dont la France a besoin. Je porte ce vœu au Ciel pour Votre Majesté, pour Sa Majesté la Reine, pour notre chère France.
Pour qu'il soit moins indigne d'être exaucé par Dieu, je quitte la vie armé de tous les secours de notre Sainte Religion.
Adieu Sire, que Dieu vous protège et sauve la France.
Votre fidèle et dévoué sujet,
Berryer.
Ses funérailles eurent lieu à Augerville avec une grande solennité, au milieu de députations des corps auxquels il avait appartenu. L'Académie française, malgré sa règle de ne pas prendre part aux cérémonies de cette nature qui ont lieu en dehors de la capitale, s'y fit représenter. Une souscription ouverte pour lui élever un monument produisit 100 000 francs en quelques jours.

## Hommages et jugements

### Hommages posthumes
- La conférence Berryer rend hommage à Pierre-Antoine Berryer.
- La rue Berryer, dans le 8e arrondissement de Paris, anciennement rue des Écuries d'Artois, a reçu sa dénomination actuelle par décret du 10 novembre 1877.
- Une statue à son effigie a été dressée place Montyon à Marseille.
- La rue Léon Delagrange, située à Issy-les-Moulineaux a été rebaptisée en septembre 2011. Elle porte désormais le nom de rue Pierre-Antoine Berryer. Ce baptême fait suite à la construction des nouveaux locaux de l'école de la formation professionnelle des barreaux de la cour d'appel de Paris (EFB) qui s'installera désormais à Issy les Moulineaux. La première promotion qui sera accueillie dans ces locaux sera la promotion Robert Badinter 2013-2014.

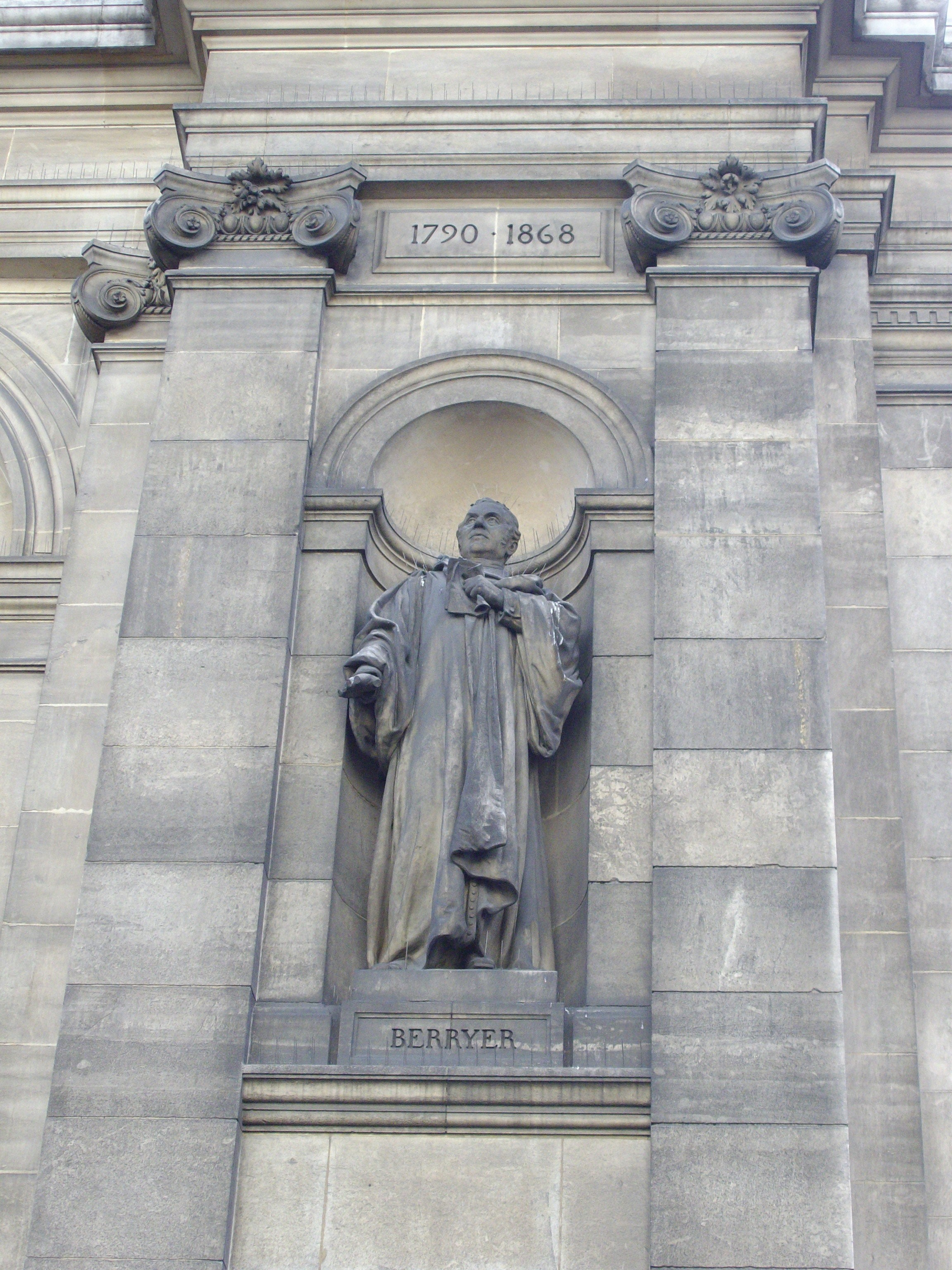
Statue de Berryer sur l'Hôtel de ville de Paris.
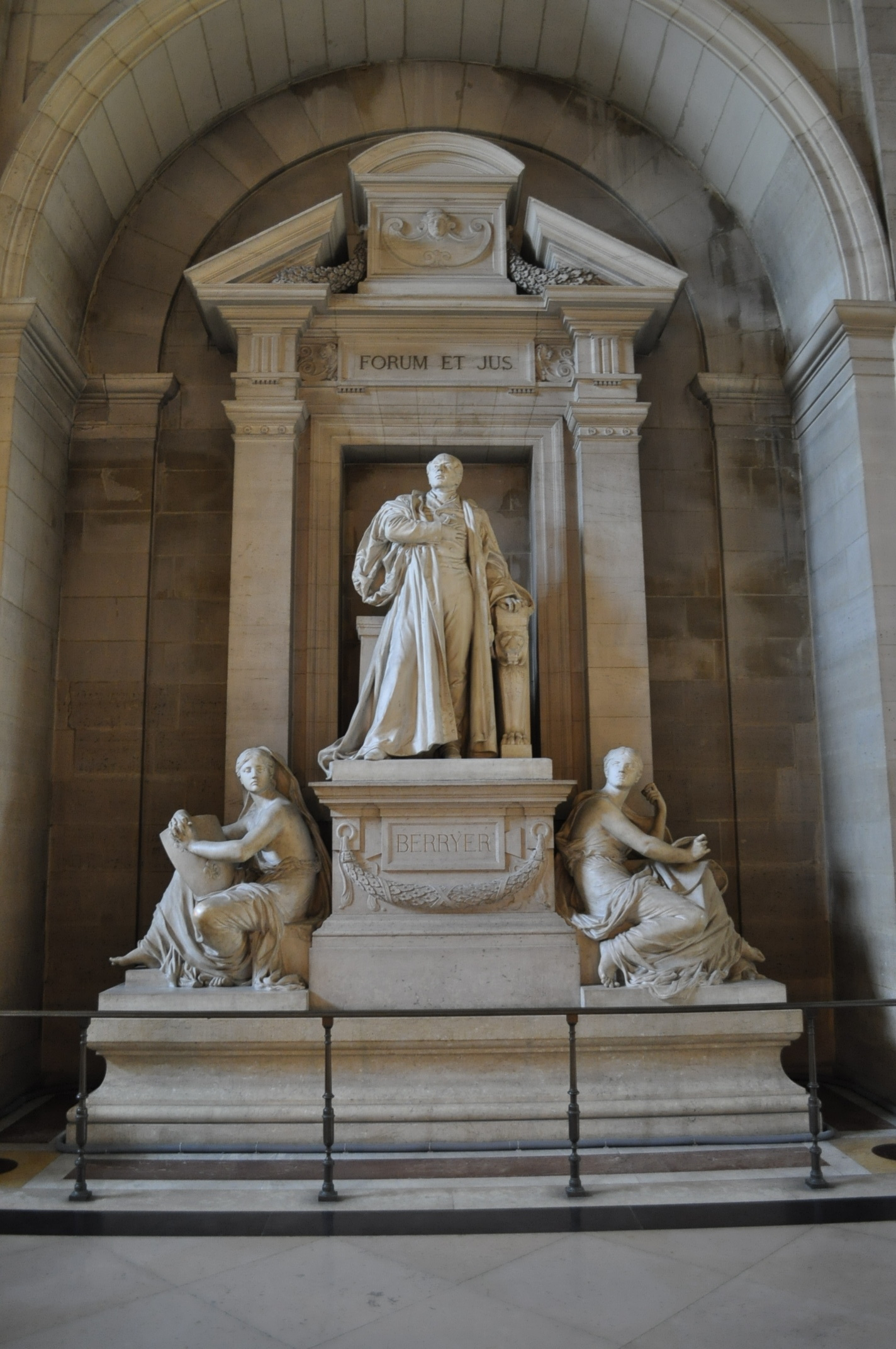
Monument à Berryer, dans la salle des pas perdus du Palais de justice de Paris.
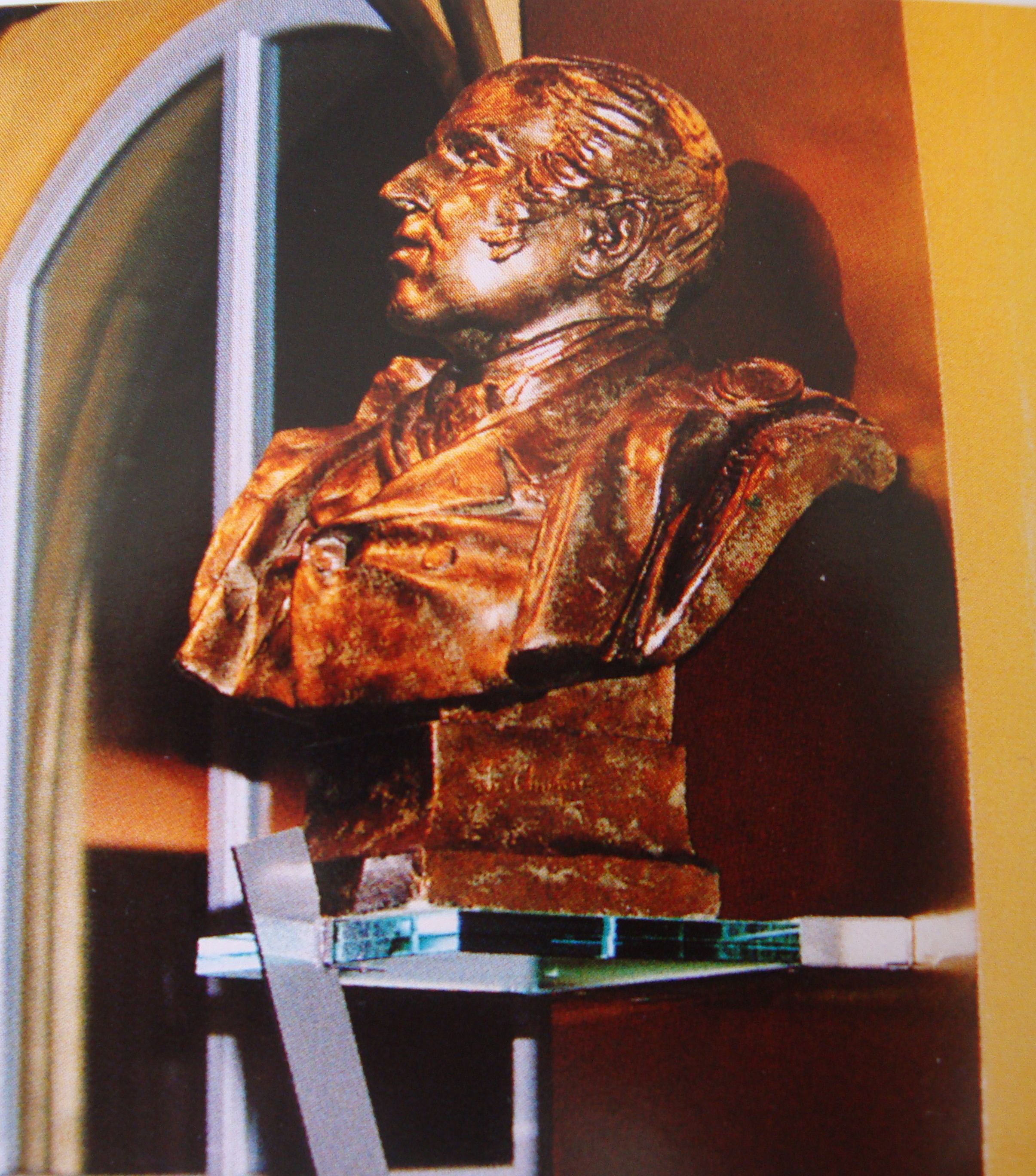
Buste de Berryer, dans la salle des Bustes du collège de juilly.

### Jugements
- « Depuis Mirabeau, personne n'a égalé M. Berryer. »[8] (Cormenin)
- « Il y a loin de l'éloquence prudente et de l'habileté tacticienne de M. Berryer, de ses questions habiles, de ses adroites interpellations, de sa sensibilité, au colossal bon sens de Mirabeau, à ses foudroyantes sorties, à cette parole dictatoriale qui gouverna les premiers essais de la Révolution. Il y a loin des passions comme il faut de l'honorable M. Berryer, aux tempestueuses folies de cette race des Riquetti dont le comte de Mirabeau fut le mâle le plus accentué. À la place de M. de Cormenin, j'aurais dit Barnave au lieu de Mirabeau, et sans rien ôter à M. Berryer de sa valeur, je me serais peut-être moins écarté de la vérité. »[8] (Hippolyte Castille)

## Iconographie

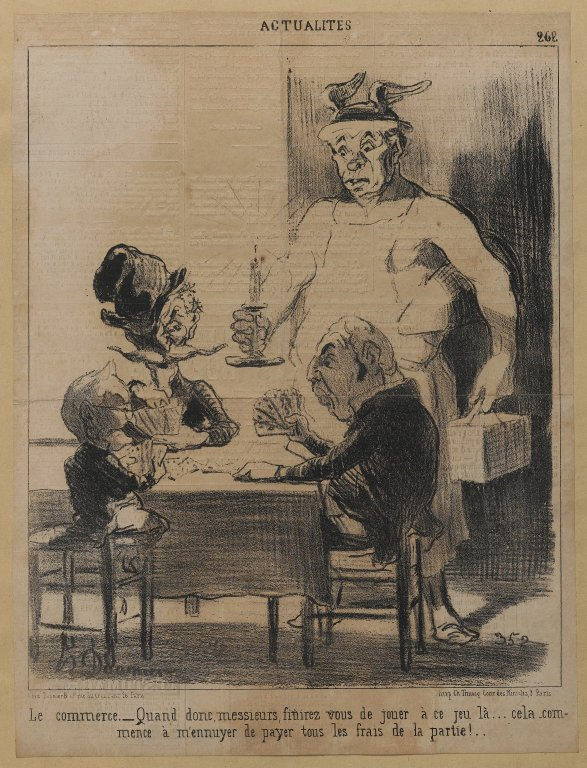
Adolphe Thiers, Louis-Napoléon Bonaparte et Berryer jouant aux cartes, éclairés par Mercure. Caricature de Daumier, v. 1851.

Une médaille à l'effigie de Berryer a été réalisée par le graveur Jacques-Jean Barre en 1832. Un exemplaire en est conservé au musée Carnavalet (ND 178).
Le dessinateur républicain Honoré Daumier a fait de Berryer une de ses cibles favorites. Une de ses caricatures le représente invité par les chefs somnolents du parti légitimiste : « Une séance du conseil des cinq. MM. de Lévis, de Pastoret, d'Ecars et de St. Priest daignant s'adjoindre le roturier Berryer pour régler les destinées de la France nouvelle ». Un autre dessin, dans la série des Idylles parlementaires, le montre faisant la course avec Adolphe Thiers et le général La Hitte, tous trois dénudés et portant les ailes de Cupidon, accompagnés d'un quatrain :
Empire, Orléanisme et Légitimité

Se disputent le prix en une ardente lutte,

Oubliant le dicton, si fréquemment cité :

Au bout du fossé, la culbute.
Après le ralliement de Berryer à Napoléon III, Daumier montre l'orateur à genoux devant le sbire Ratapoil qui l'ordonne membre de la société du Dix-Décembre.

### Sources
- Marie-Nicolas Bouillet  et Alexis Chassang (dir.), « Pierre-Antoine Berryer » dans Dictionnaire universel d’histoire et de géographie, 1878 (lire sur Wikisource)
- Œuvres de Berryer. Discours parlementaires, 5 t., Paris, Émile Perrin, 1885.
- « Pierre-Antoine Berryer », dans Adolphe Robert et Gaston Cougny, Dictionnaire des parlementaires français, Edgar Bourloton, 1889-1891 [détail de l’édition]
- Charles de Lacombe, La jeunesse de Berryer & Berryer et la Monarchie de juillet, ensemble de 4 tomes, Librairie de Firmin Didot & Cie, Paris, 1894
- Henri Goffinet, Pierre-Antoine Berryer, prince de l'éloquence, Conférence prononcée à la tribune du Jeune Barreau de Bruxelles le 5 mai 1933, Bruxelles, A. Lesigne éditeur, 1933, 29 p.
- Armand Audiganne, L'industrie française depuis la révolution de février - Daumier, La Revue des Deux Mondes, 1849

- Les papiers personnels de Pierre-Antoine Berryer sont conservés aux Archives nationales sur le site de Pierrefitte-sur-Seine, sous la cote 223AP :Inventaire du fonds 223AP.